# Adelaide de Saxe-Meiningen
Adelaide de Saxe-Meiningen (nome pessoal em alemão:  Adelheid Louise Theresa Caroline Amelia von Sachsen-Meiningen; Meiningen, 13 de agosto de 1792 – Middlesex, 2 de dezembro de 1849) foi Rainha do Reino Unido da Grã-Bretanha e Irlanda e Rainha de Hanôver de 1830 a junho de 1837 como esposa do rei Guilherme IV. filha de Jorge I, Duque de Saxe-Meiningen e Luísa Leonor de Hohenlohe-Langenburgo. Adelaide, a capital do Sul da Austrália, leva o seu nome.

## Primeiros anos
Adelaide Luísa Teresa Carolina Amélia nasceu no dia 13 de Agosto de 1792 em Meiningen, na Alemanha. O seu pai era o duque Jorge I de Saxe-Meiningen e a sua mãe era a princesa Luísa Leonor, filha do príncipe Cristiano de Hohenlohe-Langenburgo. Batizada no dia 19 Agosto do mesmo ano, o seu título de nascimento era "Sua Alteza Sereníssima, Princesa Adelaide de Saxe-Meiningen, Duquesa na Saxônia". Entre seus 21 padrinhos de batismo, incluindo sua mãe, estavam a imperatriz Maria Teresa da Áustria, a rainha Maria Carolina de Nápoles, a princesa herdeira Maria Teresa Saxônia, as duquesas Carlota de Saxe-Gota-Altemburgo, Sofia Antónia de Saxe-Coburgo-Saalfeld e Luísa de Saxe-Weimar-Eisenach, o príncipe Carlos Luís de Hohenlohe-Langemburgo e o conde Adolfo de Hesse-Philippsthal-Barchfeld.
Saxe-Meiningen era um estado pequeno, com uma área de apenas 1 100 km². Era o estado alemão mais liberal da sua época, permitindo liberdade de imprensa e critica aberta ao seu governante. Na altura do nascimento de Adelaide, não existia nenhum estatuto que proibisse uma mulher de ascender ao trono, o que mudou com o nascimento de seu irmão, Bernardo, em 1800, quando a lei semi-sálica foi introduzida.

## Casamento
Em finais de 1811, o rei Jorge III do Reino Unido tinha enlouquecido e, apesar de continuar a ser rei em nome, o seu herdeiro e filho mais velho, Jorge, era príncipe-regente. No dia 6 de Novembro de 1817, a única filha legitima do príncipe-regente, a princesa Carlota, esposa do príncipe Leopoldo de Saxe-Coburg-Saalfeld (depois rei Leopoldo I dos Belgas) morreu ao dar à luz. A princesa Carlota estava em segundo lugar na linha de sucessão: se tivesse vivido mais tempo do que o seu pai e avô, teria sido rainha do Reino Unido. Com a sua morte, o rei foi deixado com doze filhos dos quais nenhum tinha filhos legítimos. O príncipe-regente estava separado da sua esposa, que tinha já quarenta e nove anos de idade. Assim, havia poucas hipóteses de que fosse ter mais herdeiros. Para assegurar a linha de sucessão, o príncipe Guilherme, duque de Clarence, e outros filhos do rei Jorge III, procuraram contrair casamentos rápidos com o objectivo de produzir descendência que pudesse herdar o trono. Guilherme já tinha dez filhos ilegítimos com a popular actriz Dorothea Jordan, mas estes estavam obviamente afastados da linha de sucessão.
Era provável que o parlamento fosse entregar um rendimento considerável a qualquer duque real que se casasse, algo que funcionou como um incentivo adicional para que Guilherme se decidisse a casar. Adelaide era uma princesa de um estado alemão sem importância, mas Guilherme tinha as escolhas limitadas e, depois de não conseguir chegar a acordo com outras candidatas, o seu casamento com Adelaide foi arranjado. O rendimento proposto foi reduzido pelo parlamento, enfurecendo tanto o duque que este chegou a considerar cancelar o casamento. Contudo, Adelaide parecia a candidata ideal: amável, caseira e disposta a aceitar os filhos ilegítimos de Guilherme como parte da família. O acordo foi arranjado e Guilherme escreveu ao seu filho mais velho: "Está condenada, a pobre, inocente, querida e jovem criatura, a ser minha esposa." 
Adelaide casou-se com Guilherme num casamento duplo com o irmão de Guilherme, o príncipe Eduardo, duque de Kent e da sua noiva, a princesa Vitória de Saxe-Coburgo-Saalfeld (irmã do príncipe Leopoldo, viúvo da princesa Carlota de Gales), no dia 11 de Julho de 1818, no Palácio de Kew em Surrey. Os dois só se tinham conhecido cerca de uma semana antes, no dia 4 de Julho, no Grillion Hotel em Bond Street. Nem Guilherme nem Adelaide se tinham casado antes e Guilherme era vinte e sete anos mais velho.

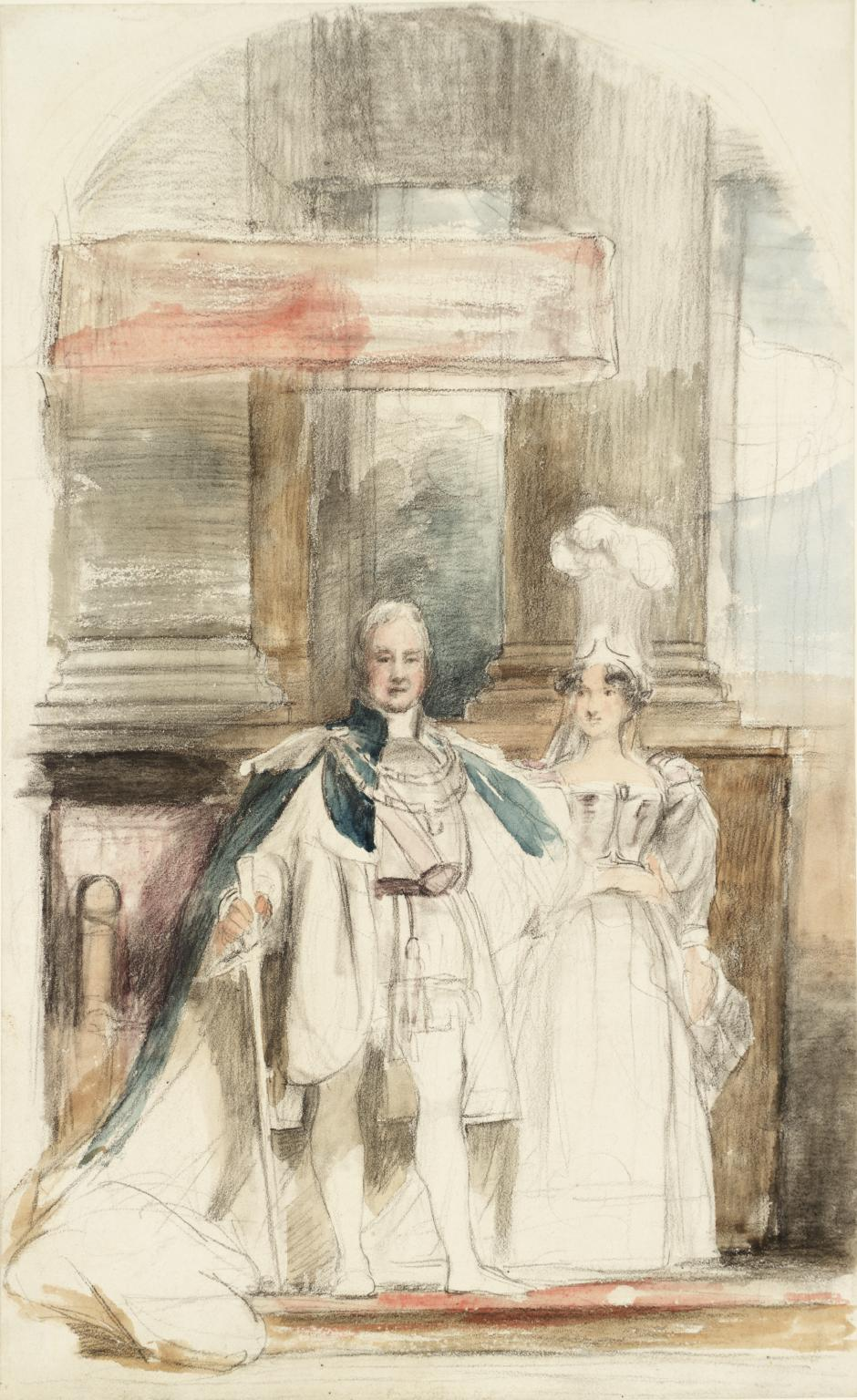
Retrato de Guilherme IV e Adelaide, de David Wilkie, 1832.

Apesar das circunstâncias pouco românticas, o casal instalou-se amigavelmente em Hanôver, onde o custo de vida era muito mais baixo do que em Inglaterra, e, segundo testemunhos, eram devotos um ao outro ao longo de todo o casamento. Adelaide melhorou o comportamento de Guilherme: o duque passou a beber menos, a dizer menos palavrões e a tornar-se mais delicado.  Os observadores achavam-nos frugais, e que o seu estilo de vida era simples, até aborrecido. Guilherme acabou por aceitar o aumento reduzido do seu rendimento votado pelo parlamento.
Enquanto estava no continente, Adelaide engravidou, mas ao sétimo mês de gravidez adoeceu de pleurisia que fez com que desse à luz prematuramente. A sua filha, Carlota, viveu apenas durante algumas horas. No mesmo ano, Adelaide ficou grávida novamente, o que levou Guilherme a fazer planos para se mudar para Inglaterra para que o seu herdeiro nascesse em solo britânico, mas a sua esposa acabou por abortar em Calais, a meio da viagem, no dia 5 de Setembro de 1819. No ano seguinte, Adelaide engravidou mais uma vez, tendo uma segunda filha, Isabel, em Dezembro de 1820. Isabel parecia forte a princípio, mas morreu com apenas quatro meses de idade de "inflamação dos intestinos."  No fim, Guilherme e Adelaide acabaram por não ter filhos. No dia 8 de Abril de 1822 deu à luz dois gémeos que nasceram mortos, e pode ter tido outra gravidez no mesmo ano.
A princesa Vitória de Kent acabou por ser considerada herdeira de Guilherme, visto que Adelaide não voltou a engravidar, apesar de os rumores sobre tal terem continuado ao longo do reinado de Guilherme, que não tinham qualquer fundamento.

## Rainha Consorte

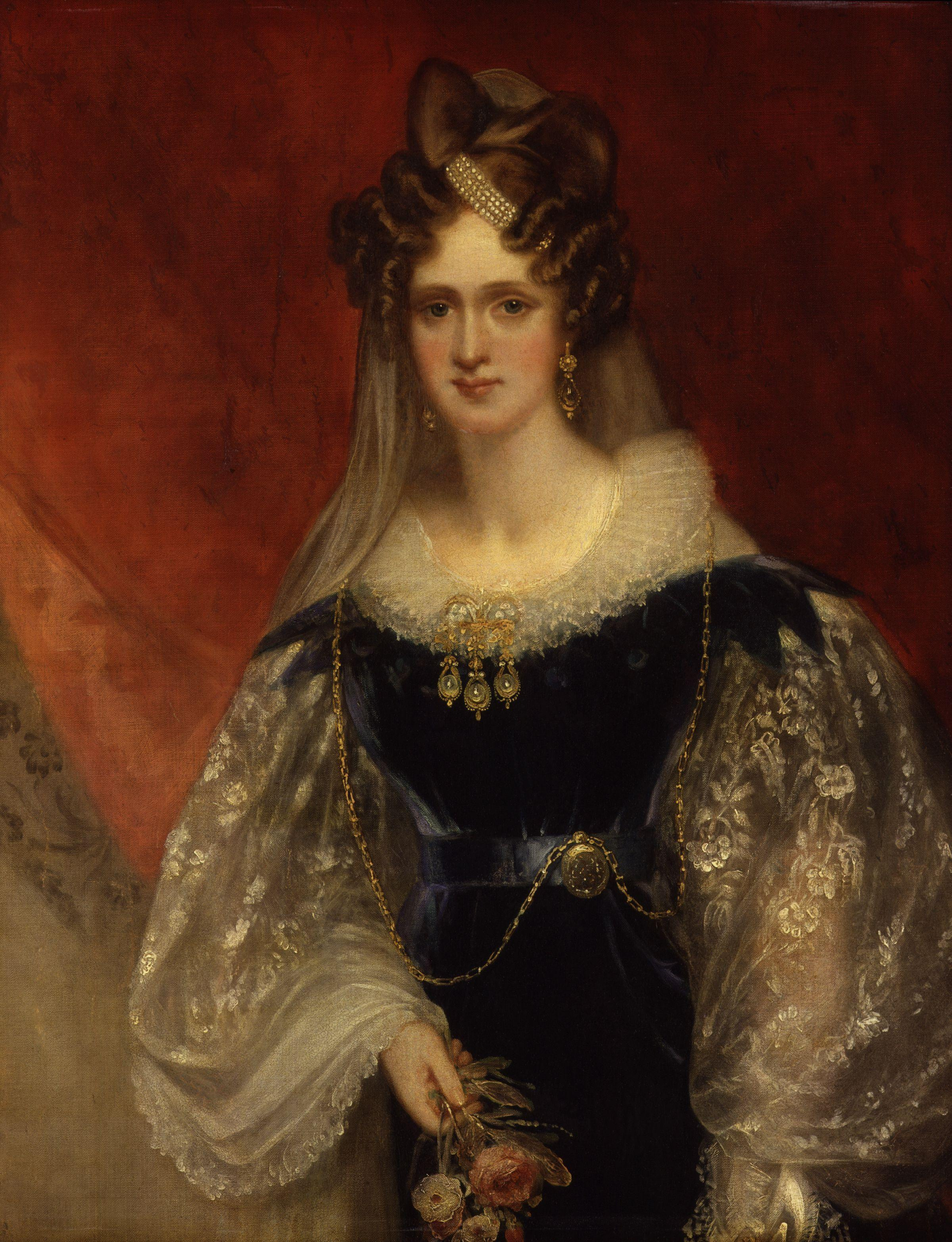
A rainha Adelaide c. 1831, em retrato de William Beechey.

Na altura do seu casamento, Guilherme não era herdeiro presumível do trono, mas chegou a essa posição quando o seu irmão Frederico, duque de Iorque, morreu em 1827 sem descendentes. Dada a pouca probabilidade de os seus irmãos mais velhos terem filhos e a relativa juventude e boa saúde de Guilherme, tornou-se extremamente provável que ele viesse a tornar-se rei a seu tempo. Em 1830, após a morte do seu irmão Jorge IV, Guilherme subiu ao trono. Uma das suas primeiras acções foi entregar a responsabilidade de Bushy Park (que tinha sido exercida por ele durante trinta e três anos) à rainha Adelaide. Isto permitiu que Adelaide pudesse continuar a viver lá para o resto da vida. O rei e a rainha foram coroados no dia 8 de Setembro de 1831 na Abadia de Westminster. Adelaide era profundamente religiosa e levou a missa muito a sério. Guilherme desprezou a cerimónia e portou-se como "uma personagem de uma ópera cómica" durante toda ela, possivelmente de propósito, zombando aquilo que considerava ser uma charada ridícula. De todos os convidados, apenas Adelaide foi elogiada pela sua "dignidade, tranquilidade e graça característica".
Adelaide era adorada pelo povo britânico pela sua religiosidade, modéstia, caridade e a sua trágica história de gravidezes. Uma grande parte do seu rendimento ia para a caridade. Também tratava a jovem princesa Vitória de Kent (herdeira de Guilherme que depois se tornaria na rainha Vitória) com gentileza, apesar da sua incapacidade em produzir um herdeiro e da guerra aberta que existia entre o seu marido e a mãe de Vitória. Recusou-se a ter mulheres de honra questionável na sua corte. O sacristão Charles Greville do conselho privado escreveu sobre ela: “a rainha é puritana e recusa-se a receber senhoras come décolletées nas suas festas. Jorge IV, que gostava muito desse tipo de coisas, não as deixava aparecer cobertas.” 
Adelaide tentou influenciar o rei politicamente, embora não tivesse tido sucesso. Nunca falou de política em público, no entanto, era fortemente conservadora. Não se sabe ao certo se a mudança de atitude de Guilherme durante a aprovação da Lei de Reforma de 1832 se deveram à sua influência. A imprensa, o público e os membros da corte assumiram que a rainha andava a agitar-se em segredo contra a reforma, mas ela tinha o cuidado de não se consignar demasiado em público. Como resultado da sua parcialidade, ficou pouco popular entre os reformadores. Pouco depois começaram a circular rumores de que a rainha estava a ter um caso amoroso com o seu Lord Chamberlain, o conservador Lord Howe, mas quase todos na corte sabiam que Adelaide era extremamente religiosa e que sempre foi fiel ao marido. O primeiro-ministro liberal, Lord Grey, retirou Lord Howe da casa de Adelaide. As tentativas para o voltar a admitir depois da lei de reforma ter passado não tiveram sucesso, uma vez que Lord Grey e Lord Howe não chegaram a acordo quanto à independência que o último poderia ter do governo.
Em Outubro de 1834, um grande fogo destruiu grande parte do Palácio de Westminster, que Adelaide considerou um castigo divino pelos caprichos da reforma. Quando o ministro liberal, Lord Melbourne, foi dispensado pelo rei, o jornal “The Times” culpou a rainha por tal acção, apesar de parecer que ela estava pouco envolvida no assunto. Influenciada pelo seu igualmente reaccionário cunhado, o duque de Cumberland, a rainha chegou a escrever ao rei contra a reforma da igreja da Irlanda.
Tanto Guilherme como Adelaide gostavam muito da sua sobrinha, a princesa Vitória de Kent, e queriam que ela estivesse mais próxima deles. Os seus esforços de nada valeram devido à mãe de Vitória, a duquesa viúva de Kent. A duquesa recusava-se a reconhecer os antepassados de Adelaide, não respondia às suas cartas e ocupava espaços nos estábulos e palácios reais para seu uso pessoal. O rei, ofendido por aquilo que via como desrespeito por parte da duquesa para com a sua esposa, anunciou sem rodeios, na sua presença, que a duquesa era "incapaz de agir com boa educação", que ele tinha sido "grosseiramente e continuamente insultado por aquela pessoa” e que esperava ter a satisfação de viver além da maioridade de Vitória para que a duquesa de Kent nunca fosse regente. Todos ficaram horrorizados com a veemência do discurso e todas as três mulheres envolvidas (a duquesa, Vitória e a sua esposa), ficaram profundamente desconsertadas. A zanga entre a duquesa e o rei e a rainha nunca foi completamente curada, mas Vitória sempre teve muita consideração por ambos.

## Rainha Viúva

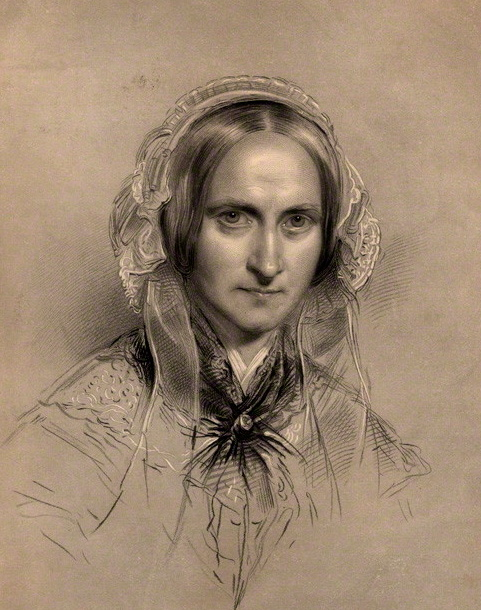
Adelaide, Rainha Viúva c. 1849, retrato de James Thomson.

A rainha Adelaide ficou gravemente doente em Abril de 1837, na mesma altura em que tinha estado presente no leito de morte da sua irmã em Meiningen, mas conseguiu recuperar. Em Junho tornou-se claro que era o rei que estava a ficar fatalmente doente. Adelaide permaneceu devota junto do leito do marido sem ir para a cama durante mais de dez dias. Guilherme IV morreu de falha cardíaca na madrugada de 20 de Junho de 1837, no Castelo de Windsor, onde foi enterrado. A primeira rainha-viúva em mais de um século (a viúva de Carlos II, Catarina de Bragança, tinha morrido em 1705 e Maria de Modena, esposa do deposto Jaime II, em 1718), Adelaide viria a viver mais doze anos do que Guilherme. Após a morte do marido, Adelaide tornou-se inquilina de William Ward e passou a residir na casa que este tinha recentemente comprado, Witley Court em Worcestershire, onde permaneceu entre 1842 e 1846. Em certa ocasião, quando saudava pessoas em Measham, o público foi informado de que só se podia aproximar se tivesse carruagem. Um homem estava tão desesperado para conhecer a rainha Adelaide que se aproximou dela numa banheira arrastada por uma mula. Mesmo assim, a rainha cumprimentou-o.
Morreu durante o reinado da sua sobrinha, a rainha Vitória, no dia 2 de Dezembro de 1849 de causas naturais em Bentley Priory, Middlesex, e foi enterrada na Capela de São Jorge (Castelo de Windsor). Escreveu instruções para o seu funeral durante uma doença em 1841 em Sudbury Hall: "Morro com toda a humildade", escreveu, "todos somos iguais perante o trono de Deus e, assim, peço que os meus restos mortais sejam colocados na sua sepultura sem pompa ou circunstância (...) ter um funeral o mais privado e discreto possível. Tenho o desejo de não ser enterrada com honras de estado (...) morro em paz e desejo ser levada para o Criador em paz, livre das vaidades e pompa deste mundo".

## Legado
O nome de Adelaide é provavelmente mais conhecido pelo estado do sul da Austrália, criado durante o breve reinado de Guilherme IV. A capital de Adelaide recebeu o nome em sua honra quando foi fundada em 1836. O Queen Adelaide Club for Women ainda continua activo lá e uma estátua de bronze da rainha Adelaide encontra-se em frente da Câmara Municipal. Existe uma aldeia chamada Queen Adelaide em Cambridgeshire e ruas com esse nome em Westminster, Bradford e Belfast no Reino Unido, Toronto no Canada, Brisbane em Queensland, Fremantle no oeste da Austrália, e Dun Laoghaire na Irlanda; existe também uma Avenida Adelaide em Camberra, uma estrada Adelaide e um Hospital Adelaide em Dublin, um Adelaide Terrace em Perth e uma estação de comboios Adelaide em Belfast. A Austrália tem dois rios Adelaide, no norte e na Tasmânia, e um recife Adelaide em Queensland. Uma cidade Adelaide na África do Sul, O parte da rainha em Brighton também recebeu o nome em sua honra. A cidadela de Port Louis, capital da República Mauritânia é chamada de Forte Adelaide por causa dela, uma vez que começou a ser construída durante o reinado de Guilherme em 1834.
A rainha Vitória, que nunca esqueceu a sua tia, chamou a sua primeira filha de Vitória Adelaide em sua honra.

### Cultura popular
A rainha Adelaide foi retratada por Harriet Walter no filme de 2009 The Young Victora como a conselheira gentil mas prática da inexperiente rainha. Delena Kidd retratou-a na série de 2001 Victoria & Albert.
Estranhamente, a existência da rainha Adelaide é ignorada na série "Vitória: a vida de uma rainha", não sendo sequer mencionada.

## Títulos, estilos, honras e brasão

### Títulos e estilos

Monograma real de Adelaide

- 13 de agosto de 1792 – 11 de julho de 1818: Sua Alteza Sereníssima, a Princesa Adelaide de Saxe-Meiningen
- 11 de julho de 1818 – 26 de junho de 1830: Sua Alteza Real, a Duquesa de Clarence e St. Andrews
- 26 de junho de 1830 – 20 de junho de 1837: Sua Majestade, a Rainha
- 20 de junho de 1837 – 2 de dezembro de 1849: Sua Majestade, a Rainha Viúva

### Honras
- Dama da Ordem da Rainha Santa Isabel, 23 de fevereiro de 1836[38]

### Brasão
| Brasão de Adelaide como Rainha do Reino Unido |

## Descendência
| Nome                                 | Nascimento             | Morte                 | Notas                                |
| ------------------------------------ | ---------------------- | --------------------- | ------------------------------------ |
| Carlota Augusta Luísa de Clarence    | 27 de março de 1819    | 27 de março de 1819   | Morreu pouco depois de ser batizada. |
| Aborto                               | 5 de setembro de 1819  | 5 de setembro de 1819 |                                      |
| Isabel Jorgiana Adelaide de Clarence | 10 de dezembro de 1820 | 4 de março de 1821    |                                      |
| Aborto                               | 23 de abril de 1822    | 23 de abril de 1822   |                                      |
| Gêmeos natimortos                    | 1824                   | 1824                  | Dois meninos                         |